# Président de la Chambre des députés (Luxembourg)
Au Luxembourg, le Président de la Chambre des députés (en luxembourgeois : Chamberpresident et en allemand : Präsident der Abgeordnetenkammer), la représente et en dirige les débats. Il maintient l'ordre, fait observer le Règlement intérieur, juge de la recevabilité en la forme des textes, des motions et autres propositions et accorde la parole. Le Président prononce les décisions de la Chambre. S’il souhaite participer à une discussion, il doit se faire remplacer à la Présidence. 
Le Président peut assister, avec voix consultative, aux réunions de toutes les commissions dont il n’est pas membre.  

## Liste des titulaires
| Titulaire                           | Titulaire                               | Parti                              | Date de début                      | Date de fin                        |
| Président de l'Assemblée des États  | Président de l'Assemblée des États      | Président de l'Assemblée des États | Président de l'Assemblée des États | Président de l'Assemblée des États |
| ----------------------------------- | --------------------------------------- | ---------------------------------- | ---------------------------------- | ---------------------------------- |
|                                     | Gaspard-Théodore-Ignace de la Fontaine  |                                    | 1842                               | 1848                               |
| Président de la Chambre des députés |                                         |                                    |                                    |                                    |
|                                     | Charles Metz                            |                                    | 1848                               | 1853                               |
|                                     | Théodore Pescatore                      |                                    | 1853                               | 1855                               |
|                                     | Baron de Tornaco                        |                                    | 1855                               | 1856                               |
|                                     | Jean-Mathias Wellenstein                |                                    | 1857                               | 1858                               |
|                                     | Jean-Pierre Toutsch                     |                                    | 1858                               | 1859                               |
|                                     | Baron de Tornaco                        |                                    | 1859                               | 1860                               |
|                                     | Norbert Metz                            |                                    | 1860                               | 1861                               |
|                                     | Théodore Pescatore                      |                                    | 1861                               | 1866                               |
|                                     | Michel Witry                            |                                    | 1866                               | 1867                               |
|                                     | Jean-Pierre Toutsch                     |                                    | 1867                               | 1869                               |
|                                     | Paul de Scherff                         |                                    | 1869                               | 1872                               |
|                                     | Michel Witry (session extraordinaire)   |                                    | 24 juin 1872                       | 27 juin 1872                       |
|                                     | Baron de Blochausen / Jean-Pierre Foehr |                                    | 1872                               | 1873                               |
|                                     | Baron de Blochausen / Jean-Pierre Foehr |                                    | 1873                               | 1874                               |
|                                     | Baron de Blochausen / Jean-Pierre Foehr |                                    | 1874                               | 1875                               |
|                                     | Jacques Gustave Lessel                  |                                    | 1875                               | 1886                               |
|                                     | Zénon de Muyser                         |                                    | 1886                               | 1887                               |
|                                     | Emmanuel Servais                        |                                    | 1887                               | 1890                               |
|                                     | Théodore de Wacquant                    |                                    | 1890                               | 1896                               |
|                                     | Charles-Jean Simons                     |                                    | 1896                               | 1905                               |
|                                     | Auguste Laval                           |                                    | 1905                               | 1915                               |
|                                     | Edouard Hemmer                          |                                    | 1915                               | 1917                               |
|                                     | François Altwies                        | PD                                 | 1917                               | 1925                               |
|                                     | René Blum                               | PS                                 | 1925                               | 1926                               |
|                                     | Émile Reuter                            | PD                                 | 1926                               | 20 octobre 1944                    |
|                                     | Nicolas Wirtgen                         | CSV                                | 6 décembre 1944                    | 1945                               |
|                                     | Émile Reuter                            | CSV                                | 1945                               | 1958                               |
|                                     | Joseph Bech                             | CSV                                | 1959                               | 1964                               |
|                                     | Victor Bodson                           | LSAP                               | 1964                               | 1967                               |
|                                     | Romain Fandel                           | LSAP                               | 1967                               | 1969                               |
|                                     | Pierre Grégoire                         | CSV                                | 1969                               | 1974                               |
|                                     | Antoine Wehenkel                        | LSAP                               | 1974                               | 1975                               |
|                                     | René van den Bulcke                     | LSAP                               | 1975                               | 1979                               |
|                                     | Léon Bollendorff                        | CSV                                | 1979                               | 1989                               |
|                                     | Erna Hennicot-Schoepges                 | CSV                                | 1989                               | 1995                               |
|                                     | Jean Spautz                             | CSV                                | 1995                               | 2004                               |
|                                     | Jean Asselborn (session extraordinaire) | LSAP                               | 13 juillet 2004                    | 30 juillet 2004                    |
|                                     | Lucien Weiler                           | CSV                                | 30 juillet 2004                    | 7 juin 2009                        |
|                                     | Laurent Mosar                           | CSV                                | 28 juillet 2009                    | 12 novembre 2013                   |
|                                     | Mars Di Bartolomeo                      | LSAP                               | 5 décembre 2013                    | 30 octobre 2018                    |
|                                     | Fernand Etgen                           | DP                                 | 6 décembre 2018                    | 24 octobre 2023                    |
|                                     | Claude Wiseler                          | CSV                                | 21 novembre 2023                   | en cours                           |

En outre, il y a eu trois autres sessions extraordinaires, dont les Présidents ont été désignés sur le critère de leur ancienneté au sein de la Chambre. Ce sont les « Doyens d'âge ». Dans ces cas exceptionnels, les Présidents ont été :
- pour la session du 11 janvier 1858 : Mathias Ulrich ;
- pour la session du 6 juillet 1979 : Jean-Pierre Urwald ;
- pour la session du 16 juillet 1984 : Jean-Pierre Urwald.